# Nanon Thibon
Nanon Thibon (1943) è un'ex ballerina francese, danseuse étoile del balletto dell'Opéra di Parigi dal 1965 al 1983.

## Biografia
All'età di undici anni Nanon Thibon fu ammessa alla scuola di danza dell'Opéra di Parigi, dove studiò e si perfezionò sotto Serge Peretti e Nina Vyrubova. Dopo soli tre anni di studi fu scritturata nel corps de ballet della compagnia dell'Opéra di Parigi, dove fu promossa a ballerina principale nel 1961 e, appena ventenne, fu procalamata danseuse étoile nel 1963. Apprezzata per le sue doti tecniche ed interpretative, danzò molti dei maggiori ruoli femminili del repertorio, tra cui le protagoniste in Giselle e Il lago dei cigni. Dopo aver dato l'addio alle scene nel 1943 si dedicò all'insegnamento.